# Muza Konsułowa
Muza Borysiwna Konsułowa (ur. 20 lipca 1921 w Romaniwce w rejonie konstantynowskim, zm. 18 marca 2019) – ukraińska architekt.

## Życiorys
Urodziła się 20 lipca 1922 we wsi Romaniwka rejonu konstantynowskiego obwodu donieckiego. W dzieciństwie pobierała profesjonalną edukację muzyczną. W 1941 wyjechała do Moskwy i rozpoczęła studia architektoniczne w Instytucie Architektury pod kierunkiem Michaiła Barszcza, Georgija Zunblata, Borysa Barchina i Jurija Jarałowa. Po ukończeniu studiów w 1947 została skierowana do Lwowa, gdzie podjęła pracę w Instytucie Architektów „Lwiwproekt”. W 1952 została członkiem Związku Architektów, od 1951 do 1957 uczęszczała na studia podyplomowe w Zakładzie Naukowo-Doświadczalnym Instytutu Architektury Akademii Budownictwa w Kijowie. W 1963 obroniła pracę doktorską, w 1964 wzięła udział w konkursie na asystenta profesora architektury, pełniła tę funkcję od 1966 na Politechnice Lwowskiej. Za projekt gmachu wydziału energetycznego Politechniki Lwowskiej otrzymała w 1978 nagrodę Rady Ministrów ZSRR. Razem z zespołem swoich studentów sporządziła projekty restauracji zamków na Ziemi Lwowskiej. Jest autorką licznych felietonów i artykułów na temat architektury.
Jej mężem był Anatolij Konsułow.

## Dorobek architektoniczny
- Udział w zespole architektonicznym projektującym zabudowę nowego placu miejskiego zlokalizowanego za Operą Lwowską, współautorzy W. Goldstein, H. Szweсki-Winiecki /1952-1953/, niezrealizowano;
- Kawiarnia w Parku Stryjskim /1953-1956/;
- Budynek mieszkalny przy Prospekcie Wiaczesława Czornowoła 3, współautor W.Goldstein;
- Restauracja w Parku Kultury i Wypoczynku im. Bohdana Chmielnickiego;
- Budynek wydziałów technicznych Politechniki Lwowskiej przy ulicy Metropolity Andrieja 5 (św. Teresy) współautorzy W. Hołdowski, G. Rachuba-Koziura;
- Budynek wydziału energetycznego Politechniki Lwowskiej przy ulicy Stepana Bandery 28 (Leona Sapiehy) współautorzy W. Hołdowski, G. Rachuba-Koziura /1966-1972/.